# 亚历山大·迪穆兰
亚历山大·迪穆兰（法語：Alexandre Dumoulin；1989年8月24日—）是一位法國橄欖球運動員。他是法國國家橄欖球隊的一員，代表法國參加了2015年世界盃橄欖球賽。